# Sillé-le-Guillaume
Sillé-le-Guillaume is een gemeente in het Franse departement Sarthe (regio Pays de la Loire). De plaats maakt deel uit van het arrondissement Mamers. Sillé-le-Guillaume telde op 1 januari 2022 2.192 inwoners.

## Geografie
De oppervlakte van Sillé-le-Guillaume bedroeg op 1 januari 2022 12,9 vierkante kilometer; de bevolkingsdichtheid was toen 169,9 inwoners per km².

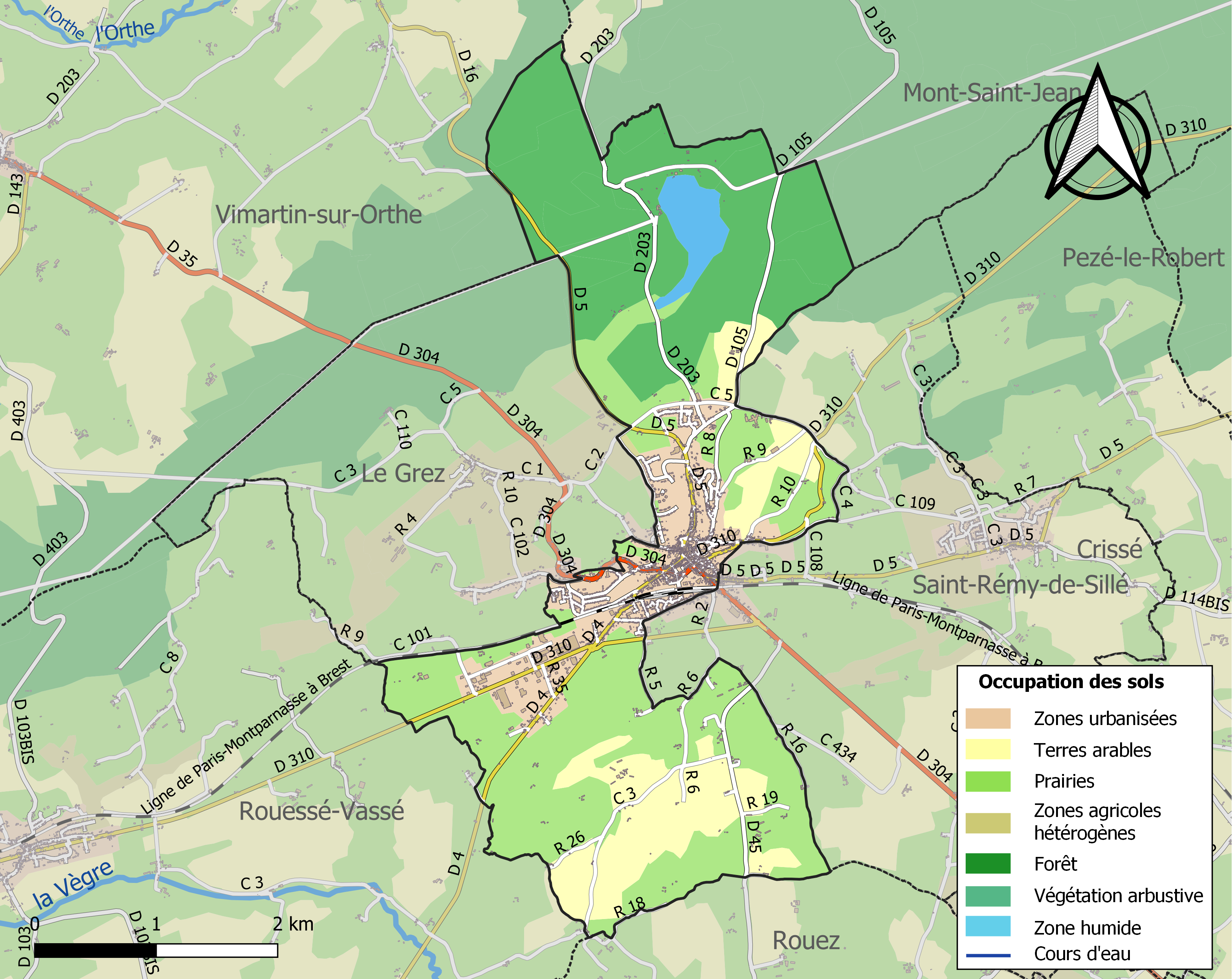
Kaart van de gemeente met de belangrijkste infrastructuur, bodemgebruik en omliggende gemeenten

## Verkeer en vervoer
In de gemeente ligt spoorwegstation Sillé-le-Guillaume.

## Demografie
Onderstaande figuur toont het verloop van het inwonertal (bron: INSEE-tellingen).